# Psylliodes angusticeps
Psylliodes angusticeps es una especie de insecto coleóptero de la familia Chrysomelidae, descrita en 1980 por Israelson.